# Závada
Závada är en ort i Tjeckien. Den ligger i den östra delen av landet, 270 km öster om huvudstaden Prag. Závada ligger 261 meter över havet och antalet invånare är 588.
Terrängen runt Závada är platt. Runt Závada är det ganska tätbefolkat, med 124 invånare per kvadratkilometer. Närmaste större samhälle är Ostrava, 15,6 km sydost om Závada. Trakten runt Závada består till största delen av jordbruksmark.